# 1303
1303 (MCCCIII) a fost un an obișnuit al calendarului iulian, care a început într-o zi de joi.

## Evenimente
- 24 februarie: Bătălia de la Roslin. Scoțienii resping pe englezi; cu toate acestea, regele Eduard I recucerește Scoția pe parcursul anului.
- 13 aprilie: Papa Bonifaciu al VIII-lea excomunică pe regele Franței.
- 20-22 aprilie: Bătălia de la Shaqhab, la sud de Damasc: un nou atac al mongolilor din Persia asupra Siriei este respins de mameluci.
- 30 aprilie: Papa Bonifaciu al VIII-lea recunoaște alegerea lui Albert de Habsburg ca rege al romanilor.
- 20 mai: Tratatul de la Paris. Regele Filip al IV-lea al Franței restituie Aquitania lui Eduard I, cu condiția ca regele Angliei să acorde omagiu pentru teritoriile sale de pe continent.
- 30 mai: Papa Bonifaciu al VIII-lea acordă coroana Ungariei lui Carol Robert, în detrimentul rivalului acestuia, Vaclav al III-lea.
- 8 august: Cutremur de pământ în Creta, care face 4.000 de victime.
- 7 septembrie: Atentatul de la Anagni. Trimisul lui Filip al IV-lea "cel Frumos", Guillaume de Nogaret arestează pe papa Bonifaciu al VIII-lea.

### Nedatate
- mai: Începe o nouă campanie a regelui Eduard I al Angliei împotriva Scoției.
- Împăratul Andronic al II-lea Paleolog angajează trupele Companiei catalane, pentru a lupta contra turcilor.
- Moartea ultimului suveran selgiucid de Rum; statul se divide în mai multe principate.
- O armată ciagataidă de 120.000 de oameni, condusă de Turghai, invadează sultanatul de Delhi; nereușind să distrugă zidurile orașului Delhi, invadatorii se retrag.
- Prima apariție a artileriei în Europa.
- Sultanul Alauddin de Delhi cucerește fortăreața Chittorgarh din nordul Indiei.

## Arte, științe, literatură și filosofie
- 20 aprilie: Papa Bonifaciu al VIII-lea fondează Universitatea "La Sapienza" din Roma, cu specializări în Teologie și Drept.

## Nașteri
- 3 iunie: Sfânta Birgitta, sfântă din Suedia (d. 1373).
- Gegeen-han, conducător mongol al Chinei (d. 1323).

## Decese
- 4 martie: Daniel de Rusia, primul cneaz de Moscova (n. 1261)
- 4 aprilie: Otto IV, de Burgundia (n. 1248)
- 11 octombrie: Bonifaciu al VIII-lea (n. Benedetto Caetani), papă (n. 1230)

- Ioan Asan al III-lea, țar al Bulgariei (n. ?)
- Dino Rosoni, jurist italian (n. ?)

## Înscăunări
- 4 martie: Gheorghe Danilovici, cneaz de Moscova (1303-1325).
- 22 noiembrie: Benedict al XI-lea, papă (1303-1305).